# Helmut W. Hundstorfer
Helmut W. Hundstorfer (* 20. Oktober 1947 in Linz) ist ein österreichischer Glasmacher-Meister  und Glaskünstler.

## Leben und Wirken
Nach der von 1962 bis 1967 absolvierten Lehre als Glasmacher in der Linzer Glashütte bildete er sich bei Claus Josef Riedel (Tiroler Glashütte) weiter und war dann von 1967 bis 1979 Glasmacher-Meister bei mehreren deutschen Unternehmen. 
Ab 1980 bis zu seinem Pensionsantritt 2007 war er mit einem eigenen Glasstudio als freischaffender Künstler in Kopfing bzw. St. Florian am Inn tätig. Werkstatt und Atelier übernahm der aus der Schweiz stammende Glaskünstler Rolf Brühlmann.
Er ist Mitglied der Innviertler Künstlergilde, der Berufsvereinigung der bildenden Künstler Österreichs, des Salzburger Kunstvereins und der Glas Art Society, Seattle, USA.

## Ausstellungen (Auswahl)
Hundstorfer entfaltete ab 1980 verteilt über einen Zeitraum von zwanzig Jahren eine rege Ausstellungstätigkeit in Österreich und im europäischen Ausland:
- Museum für angewandte Kunst, Wien, 1983
- Berufsvereinigung bildender Künstler, Linz, 1983, 1987, 1993
- 4. European Triennale General Bank, Liege, Belgien, 1996
- Innviertler Künstlergilde, Braunau, 1998
- Glasskulpturen von Helmut W. Hundstorfer und Fritz Prehal, Bratislava, 2001[2]

## Werke
Hundstorfers Werke wurden für zahlreiche öffentliche Sammlungen angekauft, u. a.:
- The Royal Scottish Museum, Department of Art, Edinburgh
- Museum für angewandte Kunst Wien
- Land Oberösterreich und Land Salzburg
- Stadt Linz und Stadt Salzburg

## Skulpturen als Auszeichnung (Auswahl)
Hundstorfer ist Gestalter mehrerer Auszeichnungen und Preise, u. a.:
- REWI Award, Skulptur für die besten Absolventen der Rechtswissenschaftlichen Fakultät der Karl-Franzens-Universität Graz[4]
- Glasskulptur Dietmar der Anhanger als Dietmarpreis der Rieder Service-Clubs[5]

## Auszeichnungen
- Urkunde für hervorragende Leistungen, Coburger Glaspreis, 1985